# Lanka (geslacht)
Lanka is een geslacht van kevers uit de familie bladkevers (Chrysomelidae).
De wetenschappelijke naam van het geslacht werd in 1926 gepubliceerd door Maulik.

## Soorten
- Lanka azumai Kimoto, 2000
- Lanka maculata Kimoto, 2000